# Friedrich-Ernst Stieve
Friedrich-Ernst Stieve (* 5. November 1915 in München; † 7. September 2012 ebenda) war ein deutscher Radiologe und Strahlenschützer. Er leitete das Institut für Strahlenhygiene des Bundesgesundheitsamtes.

## Leben
Friedrich-Ernst Stieve wurde als Sohn des Anatomen Hermann Stieve in München geboren. Er studierte Medizin an der Eberhard Karls Universität Tübingen und an der Humboldt-Universität zu Berlin, wo er 1940 mit seiner Dissertation zum Thema „Nachbildung entfernter Menisken des menschlichen Kniegelenks“ promovierte. Im Zweiten Weltkrieg war er Militärarzt und befand sich von 1943 bis 1946 in US-amerikanischer Kriegsgefangenschaft. 1946 begann er als Volontär in der Röntgenabteilung des Klinikums der Ludwig-Maximilians-Universität München, dem sogenannten Rieder-Institut. Dort habilitierte er sich 1953 mit der Arbeit „Röntgenanatomische Studien zum normalen Schichtbild des Thorax und seiner Organe“. 1975 wurde er zum Leiter des Instituts für Strahlenhygiene des Bundesgesundheitsamtes in Berlin-Dahlem unter Georges Fülgraff als Präsidenten des Amtes berufen. Das Institut zog, nach Beginn der Planungen 1969, im Jahr 1980 nach Neuherberg bei München auf das Gelände der damaligen Gesellschaft für Strahlen- und Umweltforschung um, nachdem bereits zuvor einzelne Mitarbeiter dort gearbeitet hatten. Ende 1980 wurde Friedrich-Ernst Stieve pensioniert; sein Nachfolger wurde Alexander Kaul.
Friedrich-Ernst Stieve war von 1974 bis 1980 Mitglied der deutschen Strahlenschutzkommission. Er wurde 1986 mit dem Bundesverdienstkreuz 1. Klasse ausgezeichnet. Er war Mitglied der Nationalen Akademie der Wissenschaften Leopoldina und ab 1992 Ehrenmitglied der Deutschen Röntgengesellschaft.
Friedrich-Ernst Stieves Grab befindet sich auf dem Münchner Waldfriedhof.

## Familie
Neben seinem Vater erlangten sein Großvater, der Historiker Felix Stieve, sein Onkel, der Historiker und Diplomat Friedrich Stieve, sowie seine Tante, die Sozialarbeiterin Hedwig Stieve, Berühmtheit.

## Werk
Friedrich-Ernst Stieve erforschte die Strahlenexposition von Patienten in der Radiologie und der Nuklearmedizin und Möglichkeiten, sie ohne Verlust von diagnostischer Qualität zu senken. Er engagierte sich auch in der Ausbildung von Medizinphysikern, Ärzten und Assistenten im medizinischen Strahlenschutz.